# Караідельський район
Ка́раіде́льський район (рос. Караидельский район, башк. Ҡариҙел районы) — адміністративна одиниця Республіки Башкортостан Російської Федерації.
Адміністративний центр — село Караідель.
Район названий по назві річки Уфа, яка башкирською називається Караідель, тобто «чорна річка», бо «кара» — чорна, «ідель» — річка.

## Населення
Населення району становить 24909 осіб (2019, 27945 у 2010, 28960 у 2002).

## Адміністративно-територіальний поділ
На території району утворено 17 сільських поселень, які називаються сільськими радами:
| Поселення                        | Площа, км² | Населення, осіб (2002) | Населення, осіб (2010) | Населення, осіб (2019) | Центр          | Населені пункти |
| -------------------------------- | ---------- | ---------------------- | ---------------------- | ---------------------- | -------------- | --------------- |
| Артакульська сільська рада       | 107        | 1176                   | 1144                   | 986                    | Артакуль       | 4               |
| Байкинська сільська рада         | 174        | 1619                   | 1521                   | 1464                   | Байкі          | 3               |
| Байкібашевська сільська рада     | 128        | 2111                   | 1755                   | 1490                   | Байкібашево    | 5               |
| Верхньосуянська сільська рада    | 86         | 427                    | 406                    | 336                    | Седяш          | 4               |
| Караідельська сільська рада      | 240        | 7007                   | 7969                   | 8241                   | Караідель      | 10              |
| Караярська сільська рада         | 307        | 2003                   | 1927                   | 1518                   | Караяр         | 6               |
| Кірзинська сільська рада         | 484        | 1114                   | 788                    | 580                    | Кірзя          | 8               |
| Куртликульська сільська рада     | 99         | 866                    | 778                    | 591                    | Куртликуль     | 3               |
| Магінська сільська рада          | 187        | 1722                   | 1643                   | 1476                   | Магінськ       | 2               |
| Новобердяська сільська рада      | 283        | 1560                   | 1516                   | 1375                   | Новий Бердяш   | 9               |
| Новомуллакаєвська сільська рада  | 138        | 670                    | 591                    | 470                    | Новомуллакаєво | 2               |
| Озеркинська сільська рада        | 630,78     | 1150                   | 1008                   | 746                    | Озерки         | 4               |
| Підлубовська сільська рада       | 123        | 1053                   | 949                    | 686                    | Підлубово      | 6               |
| Староакбуляківська сільська рада | 127        | 2054                   | 1976                   | 1721                   | Старий Акбуляк | 8               |
| Ургушівська сільська рада        | 307        | 1653                   | 1520                   | 1282                   | Ургуш          | 9               |
| Урюш-Бітуллінська сільська рада  | 287        | 1698                   | 1427                   | 1074                   | Мрясімово      | 13              |
| Явгільдінська сільська рада      | 78         | 1077                   | 1027                   | 873                    | Явгільдіно     | 3               |

## Найбільші населені пункти
| №  | Населений пункт | Населення, осіб (2002) | Населення, осіб (2010) |
| -- | --------------- | ---------------------- | ---------------------- |
| 1  | Караідель       | 5 174                  | 5 980                  |
| 2  | Магінськ        | 1 519                  | 1 491                  |
| 3  | Байкібашево     | 1 297                  | 1 133                  |
| 4  | Байкі           | 1 132                  | 1 095                  |
| 5  | Абизово         | 698                    | 905                    |
| 6  | Караяр          | 729                    | 751                    |
| 7  | Ургуш           | 654                    | 704                    |
| 8  | Абдуллино       | 617                    | 612                    |
| 9  | Атняш           | 666                    | 584                    |
| 10 | Тайкаш          | 565                    | 547                    |